# Jin Ziwei
Jin Ziwei (金紫薇T, 金紫薇S, Jīn ZǐwēiP; Shouguang, 17 ottobre 1985) è una canottiera cinese, vincitrice della medaglia d'oro nel 4 di coppia ai Giochi olimpici di Pechino 2008.

## Palmarès
- Olimpiadi

Pechino 2008: oro nel 4 di coppia.